# 滑姓
滑姓是中文姓氏之一，在《百家姓》中排第196位。在现代是頗為罕见的姓氏。

## 起源
滑姓有多种起源：
1. 上古姓氏，《庄子》载：“滑稽后车，黄帝臣”。
2. 出自姬姓，后以国名为姓。周朝周公旦有后代被封在滑国，国灭后，滑国后代便以故国名为姓。滑國國都為費邑，稱「費滑」，滑姓避難者，多改姓費。

## 郡望
- 京兆：即长安，今陕西西安，华县一带。
- 安陆：古县名，战国时属楚，汉时置安陆县（今湖北安陆）。
- 下邳郡：东汉时改临淮郡为下邳国，南朝宋改下邳郡（今江苏西北）。

## 延伸阅读
[在维基数据编辑]
 《百家姓》
 《欽定古今圖書集成·明倫彙編·氏族典·滑姓部》，出自陈梦雷《古今圖書集成》